# Mikk Reintam
Mikk Reintam (ur. 22 maja 1990 w Tallinnie) – estoński piłkarz grający na pozycji obrońcy.

## Dzieciństwo
Grać w piłkę zaczął w wieku 6 lat. W 1997 dołączył do Flory Tallinn, w której spędził całą karierę juniorską.

## Kariera klubowa
W 2007 podpisał pierwszy profesjonalny kontrakt, przechodząc do Valga Warrior. Grał w tym klubie do 2008. W 2009 wrócił do Flory. W 2010 został przesunięty do zespołu rezerw. Od lipca do grudnia 2010 grał w Viljandi Tulevik. W marcu 2011 podpisał trzyletni kontrakt z JJK Jyväskylä. Zadebiutował w tej drużynie 12 maja 2011 w meczu z Rovaniemen Palloseura, a pierwszego gola strzelił 31 lipca 2011 w spotkaniu z Kuopion Palloseura. 15 lutego 2014 wrócił do ojczyzny, podpisując roczny kontrakt z Nõmme Kalju z opcją przedłużenia o rok. W nowym klubie zadebiutował 1 marca 2014 w meczu z Infonetem Tallinn, a pierwszego gola strzelił 5 kwietnia 2014 w wygranym 4:0 spotkaniu z Narva Trans. W kwietniu 2015 przeszedł do MFK Frýdek-Místek. Latem 2015 został zawodnikiem szkockiego Alloa Athletic. W kwietniu 2016 przeszedł do Fotbalu Třinec.

## Kariera reprezentacyjna
Reintam grał w reprezentacji Estonii do lat 19. Do seniorskiej reprezentacji pierwsze powołanie otrzymał w maju 2011 na mecz z Krajem Basków, w którym zagrał. Nie był to jednak jego reprezentacyjny debiut, gdyż spotkanie nie było oficjalne, jako że reprezentacja Kraju Basków nie należy do FIFA. W kadrze zadebiutował 19 czerwca 2011 w przegranym 0:4 pojedynku z Chile. Cztery dni później w przegranym 0:3 starciu z Urugwajem strzelił gola samobójczego.